# Arroyo de Cal
Arroyo de Cal är en ort i Mexiko.   Den ligger i kommunen San Felipe Orizatlán och delstaten Hidalgo, i den sydöstra delen av landet, 220 km norr om huvudstaden Mexico City. Arroyo de Cal ligger 220 meter över havet och antalet invånare är 144.
Terrängen runt Arroyo de Cal är kuperad åt sydväst, men åt nordost är den platt. Terrängen runt Arroyo de Cal sluttar österut. Runt Arroyo de Cal är det ganska tätbefolkat, med 90 invånare per kvadratkilometer. Närmaste större samhälle är Tamazunchale, 19,0 km sydväst om Arroyo de Cal. Omgivningarna runt Arroyo de Cal är en mosaik av jordbruksmark och naturlig växtlighet.